# Witigowo
Witigowo (zm. 16 września 997) – duchowny Kościoła rzymskokatolickiego, opat klasztoru Reichenau (985–997). 

## Życiorys
Witigowo pochodził najprawdopodobniej z terenów Dolnej Saksonii i Westfalii. Wspierał Ottona III (980–1002), który 2 sierpnia 985 roku powołał go na opata Reichenau. W 990 roku cesarz potwierdził przywileje nadane opactwu – immunitet, wolność od cła, prawo wyboru własnego opata.
Witigowo rozbudował Reichenau i rozwinął tamtejszą szkołę malarstwa. Z jego inicjatywy powstały narteks i siedziba opatów (niem. Abtspfalz) oraz wiele mniejszych kościołów i kaplic w okolicy Reichenau. Freski przedstawiają sceny z życia Chrystusa w nawie środkowej kościoła św. Jerzego w Oberzell powstały najprawdopodobniej na jego zlecenie.
W 995 roku, z okazji dziesięciolecia sprawowania funkcji opata Reichenau przez Witigowo, mnich Purchard z Reichenau opisał jego działalność w dziele Gesta Witigowonis – poemacie w formie dialogu pomiędzy „Augią” – kobiecą personifikacją wyspy Reichenau a „Poetą” – Purchardem. Reichenau skarży się na częste nieobecności Witigowo w opactwie; „Poeta” opisuje również jego projekty budowlane na wyspie, nazywając Witigowo „aureus abbas” – „złotym opatem”.  
Witigowo często podróżował razem z cesarzem. Podczas wizyty w Rzymie w 996 roku otrzymał od papieża Jana XV relikwie św. krwi. 
Latem 996 roku konwent złożył na niego skargę i zmusił do rezygnacji z funkcji opata w 997 roku. Jako powody skargi podawane są liczne nieobecności opata i jego kosztowne przedsięwzięcia budowlane.    
Witigowo zmarł 16 września 997 roku.